# Albert Recasens
Albert Recasens (Cambrils, Tarragona, 1967) es un musicólogo y director musical español. Director artístico de La Grande Chapelle (desde el 2007).

## Trayectoria
Albert Recasens inició, muy pronto, estudios musicales bajo la dirección de Ángel Recasens, pues su padre era un pedagogo además de director del Conservatorio Profesional de Vilaseca y Salou. Enseguida, Albert pulió sus conocimientos musicales (tanto de piano como de dirección, canto coral), y estudió además historia de la música y composición en la "Escola de Música" de Barcelona, luego en el Conservatorio de Brujas y en el Real Conservatorio de Gante, pues aprendió francés y flamenco.
Simultáneamente realizó la carrera de musicología en la Universidad de Lovaina, y se doctoró en esa rama en 2001, en la citada universidad, con una tesis sobre la Música escénica madrileña del siglo XVII.
Recasens ha publicado artículos musicológicos en diversas revistas y enciclopedias, tanto españolas como extranjeras. Además de impartir cursos en muchas instituciones musicales o artísticas de España y México, ha enseñado en la Universidad Autónoma de Madrid y Universidad de Valencia y ha sido profesor en el máster de Gestión Cultural de la Universidad Carlos III (Madrid), donde enseñó Historia de la Música del Renacimiento.
En 2005 inició, un gran proyecto de rescate del patrimonio musical español, con su padre. Fundaron el conjunto "La Grande Chapelle" y un sello discográfico (llamado "Lauda"), desde ese mismo año, para hacer público su trabajo recuperador, que comprende desde la investigación científica hasta la interpretación musical de obras inéditas: son primeras grabaciones mundiales, contribuyendo en consecuencia a la difusión y revalorización de dicho patrimonio.
Han estrenado obras inéditas de los siglos XVII y XVIII: Alonso Lobo, Joan P. Pujol, C. Patiño, Juan Hidalgo, Antonio Rodríguez de Hita, Cristóbal Galán, José de Nebra, J. Lidón y F.J. García Fajer. Ha trabajado con el departamento de Humanidades y las Ciencias Sociales del Consejo Superior de Investigaciones Científicas (CSIC), para descifrar y fijar partituras antiguas; precisamente el CSIC le ha ayudado a grabar sus últimos discos. Sus trabajos más recientes, realizados desde su incorporación al Instituto Cultura y Sociedad de la Universidad de Navarra, son recuperaciones musicológicas de obras de Tomás Luis de Victoria (Officium defunctorum), Carlos Patiño (Música sacra para la Corte), José de Baquedano (Música en latín para la Catedral de Santiago) y Sebastián Durón (Música para las Cuarenta Horas).
Su padre, Ángel Recasens, falleció en agosto de 2007, y entonces Albert Recasens se convirtió en el director artístico de "La Grande Chapelle. Ensemble de música antigua", trabajo que lleva a cabo en la actualidad. Ha dirigido gran número de conciertos, a la vez que desarrolla varios proyectos músico-teatrales en todo el mundo. Desde el 2009, Recasens es miembro del Grupo de investigación "Aula Música Poética", que financia la Generalidad de Cataluña. Ha recibido ayudas del BBVA en 2016. Imparte anualmente clases en la Universidad Carlos III.

## Balance
Ha realizado Recasens la edición crítica de la zarzuela Briseida de Antonio Rodríguez de Hita, para el Instituto Complutense de Ciencias Musicales y también las "Canciones instrumentales" de Rodríguez de Hita (2009), clave en historia de la música española del siglo XVIII. Destacan los estrenos del auto sacramental La Paz Universal o El lirio y la azucena de Calderón de la Barca, y de la ópera Compendio sucinto de la revolución española (1815) de Ramón Garay. Recientemente, ha grabado Fiesta de Pascua en la Piazza Navona, de Tomás Luis de Victoria, y el Libro primero de las misas de Alonso Lobo.
Del reciente trabajo (2014) sobre Alonso Lobo, ha afirmado que es uno de los grandes. "Detrás del famoso triunvirato de polifonistas (Morales, Guerrero, Victoria) está Lobo, por su técnica, su expresividad y la maestría en el manejo del contrapunto, con un dominio extraordinario de las técnicas más complejas de la imitación. Por qué no ha gozado de la fama de los otros. Para empezar, Lobo tiene una obra más reducida: sólo el Liber primus missarum de 1602 y un credo y una serie de motetes y salmos en manuscrito. En los últimos diez años se han descubierto algunos motetes y salmos nuevos y se le han atribuido piezas de ministriles de las halladas en Lerma, pero con todo no podemos comparar ese corpus con las decenas de libros impresos de Morales y Victoria. Eso ha jugado en su contra, como el hecho de que su obra no fuera impresa en alguna de las grandes editoras europeas, como las de Morales o Guerrero. Pese a ello, su obra se difundió mucho en América: los ejemplares de su edición y las copias manuscritas hallados demuestran que era un autor muy valorado".
Dado que Juan Hidalgo, acaba de presentar en 2014 una selección de obras inéditas "de uno de los músicos más relevantes del siglo XVII español", que es autor de las dos primeras óperas españolas: La púrpura de la rosa (1659) y Celos, aun del aire matan (1660), ambas con libreto de Calderón de la Barca. Pero Hidalgo fue también autor de composiciones litúrgicas en latín y composiciones religiosas o profanas en castellano como villancicos y tonos; y La Grande Chapelle los ha incluido en su repertorio.
Ha dirigido conciertos en muy diversos lugares de Europa (Bélgica, Francia, Suecia, Alemania, Austria, etc.) y América Latina, además de en toda España.

## Discografía de Lauda
- El gran Burlador. Música para el mito de Don Juan, por Àngel Recasens
- Entre aventuras y encantamientos. Música para Don Quijote
- José de Nebra: Vísperas de Confesores, por Àngel Recasens
- Cristóbal Galán: Canto del alma, obras en latín y en romance
- Joan Pau Pujol: Música para el Corpus
- Francisco Javier García Fajer: Oficio de Difuntos
- Antonio Rodríguez de Hita: O gloriosa Virginum, Misa, Albert Recasens
- Juan García de Salazar: In Dominica Palmarum, por Albert Recasens
- Alonso Lobo: Liber primus missarum, por Albert Recasens
- Tomás Luis de Victoria: Fiesta de Pascua en la Piazza Navona, por Albert Recasens
- Juan Hidalgo. Música para el Rey Planeta, por Albert Recasens
- Sebastián Durón: Música para dos dinastías, por Albert Recasens
- Pedro Ruimonte en Bruselas: Música en la corte de los archiduques Alberto e Isabel Clara Eugenia, por Albert Recasens
- Antonio Soler: Obra vocal en latín, por Albert Recasens
- Cristóbal de Morales: Lamentabatur Iacob, por Albert Recasens
- Tomás Luis de Victoria: Officium defunctorum, por Albert Recasens
- Carlos Patiño: Música sacra para la Corte, por Albert Recasens
- José de Baquedano: Música en latín para la Catedral de Santiago, por Albert Recasens
- Sebastián Durón: Música para las Cuarenta Horas, por Albert Recasens